# Agata Tuszyńska
Agata Tuszyńska (ur. 25 maja 1957 w Warszawie) – polska pisarka, poetka i reportażystka.

## Życiorys
Córka Bogdana Tuszyńskiego, reportera i historyka sportu, i Haliny Przedborskiej, dziennikarki pochodzącej z rodziny żydowskiej. Przez swoją matkę jest spokrewniona z reżyserem Marianem Marzyńskim.
W 1976 ukończyła III Liceum Ogólnokształcące im. gen. Józefa Sowińskiego w Warszawie. Tuszyńska jest historykiem teatru, wyższe studia ukończyła na Wydziale Wiedzy o Teatrze PWST w Warszawie, doktorat z nauk humanistycznych otrzymała w Instytucie Sztuki Polskiej Akademii Nauk. W latach 1987–1992 pracowała jako adiunkt w Instytucie Badań Literackich. W latach 1996–1998 wykładała w Centrum Dziennikarstwa w Warszawie, a od 2001 roku wykładała sztukę reportażu i wywiadu literackiego na Uniwersytecie Warszawskim. Od 2011 roku związana jest z Instytutem Reportażu w Warszawie.
Karierę literacką zaczynała w periodykach kulturalnych jako autorka tekstów o teatrze, łącząc to z zainteresowaniem biografistyką i reportażem literackim. Debiutowała w roku 1990 biografią findesieclowej aktorki warszawskiej, Marii Wisnowskiej. W tym samym roku wydała w Instytucie Literackim w Paryżu książkę Rosjanie w Warszawie, opisującą życie i kulturę zniewolonej stolicy w latach zaboru rosyjskiego. Materiały do biografii noblisty Isaaca Bashevisa Singera, urodzonego w Polsce i tworzącego w jidysz, Tuszyńska zbierała w Stanach Zjednoczonych, Izraelu, Francji i na polskiej prowincji. Książka Singer. Pejzaże pamięci, wydana w 1994 roku i wielokrotnie wznawiana w Polsce, ukazała się również w USA i we Francji. Tuszyńska kontynuowała swoje zainteresowania odchodzącym światem polskich Żydów w tomie reportaży izraelskich Kilka portretów z Polską w tle, wydanym również w przekładzie francuskim. Wyznania gorszycielki – wspomnienia Ireny Krzywickiej, pisarki i feministki, autorki „Wiadomości Literackich” i wieloletniej przyjaciółki Tadeusza Boya-Żeleńskiego, Agata Tuszyńska spisywała w podparyskiej miejscowości, gdzie Krzywicka mieszkała od połowy lat 60. Tuszyńska powróciła do historii Krzywickiej po jej śmierci w książce Długie życie gorszycielki. Wydana w marcu 2005 roku bestsellerowa Rodzinna historia lęku (nominowana do Prix Médicis) to dramatyczna i wielowymiarowa opowieść o losach jej polskich i żydowskich przodków. Pisarka połączyła w niej swoje doświadczenie biografistki z rzadko uprawianym w Polsce gatunkiem personal non-fiction.
Zapis zmagań męża Tuszyńskiej, Henryka Dasko, ze śmiertelnym nowotworem złośliwym mózgu jest tematem Ćwiczeń z utraty (2007), jej bardzo osobistej książki, która powstawała na bieżąco podczas kilkunastu miesięcy, które autorka spędziła z umierającym, wydanej także po francusku (Grasset, 2009) i koreańsku (2012).
Najbardziej kontrowersyjna w jej dorobku okazała się książka Oskarżona: Wiera Gran (Wydawnictwo Literackie, 2010) – historia śpiewaczki z warszawskiego getta oskarżonej po wojnie o kolaborację z Niemcami. Opowieść oparta na rozmowach z bohaterką w starczym wieku, uzupełniona została relacjami świadków, dokumentami archiwalnymi i zeznaniami sądowymi. Książka doczekała się wielu tłumaczeń, m.in. we Francji, Hiszpanii, Włoszech, Holandii, Grecji, Izraelu, USA, Niemczech, a także w Słowenii. Rodzina Władysława Szpilmana wystąpiła do sądu przeciw autorce, która cytowała wypowiedzi Wiery Gran oskarżające Władysława Szpilmana o kolaborację w czasie pobytu w getcie warszawskim. W listopadzie 2014 roku Sąd Apelacyjny w Warszawie w prawomocnym wyroku oddalił pozew wdowy po Władysławie Szpilmanie. „Swoboda twórczości literackiej i prawo do wolności wypowiedzi są ważniejsze niż kult pamięci po zmarłym” – uznał sąd. W lutym 2016 rozpatrujący skargę kasacyjną Sąd Najwyższy uchylił ten wyrok i przekazał sprawę sądowi niższej instancji do ponownego rozpatrzenia.
29 lipca 2016 roku Sąd Apelacyjny częściowo uwzględnił pozew i uznał, że Agata Tuszyńska i Wydawnictwo Literackie muszą przeprosić wdowę oraz syna za naruszenie ich prawa do kultywowania pamięci o zmarłym jako o dobrym człowieku. Sąd nakazał też, by wydawca w kolejnych dodrukach książki usunął kilka stron, na których padają oskarżenia pod adresem Władysława Szpilmana.
W sprawie niemieckiego wydania tej książki Wyższy Sąd Krajowy w Hamburgu w wyroku z 21 maja 2013 r. zakazał wydawnictwu Insel Verlag zamieszczania fragmentów sugerujących, że Szpilman uczestniczył w akcji policji żydowskiej w getcie w 1942 r.
Tyrmandowie. Romans amerykański to opowieść o ostatnim okresie życia autora Złego u boku jego amerykańskiej żony Mary Ellen Fox. Blisko setka niepublikowanych listów Tyrmanda dopełnia wspomnienia wdowy, pokazując zupełnie nieznaną twarz playboya znad Wisły.
Tuszyńska jest współautorką – wraz z Jerzym Żurkiem – dramatu w sześciu obrazach Wiera, opublikowanego w miesięczniku „Dialog” (2013, nr 11).
Wydaną w 2015 książkę Narzeczona Schulza poświęciła Józefinie Szelińskiej, jedynej kobiecie, której Bruno Schulz zaproponował małżeństwo. Książka została także przetłumaczona na język francuski i nominowana do francuskiej nagrody Prix Médicis i Prix Femina 2015, a także do Nagrody Literackiej dla Autorki Gryfia 2016. Książka została przetłumaczona na język macedoński, francuski i ukraiński.
Jamnikarium (2016) jest o jamnikach i jamnikolubach oraz dla jamnikolubów.
Bagaż osobisty. Po Marcu (2018) to wielogłosowa opowieść o pokoleniu pomarcowych emigrantów, którzy opuścili Polskę z „dokumentem podróży” stwierdzającym, że jego okaziciel nie jest już obywatelem tego kraju. To historia dojrzewania, przyjaźni, utraty ojczyzny i budowania emigracyjnego losu. Napisana wspólnie z uczestniczkami seminarium w Domu Spotkań z Historią.
Mama zawsze wraca to oparta na wspomnieniach ocalałej z Zagłady, poruszająca historia dziewczynki ukrywanej przez wiele miesięcy na terenie warszawskiego getta. Poetycko zilustrowane przez Iwonę Chmielewską świadectwo zbawczej mocy miłości i wyobraźni.
W kwietniu 2023 roku, ukazała się Czarna torebka (Osnova) – opowieść o polskiej torebce, żydowskiej Babki Deli, ukrywanej w rodzinnym domu autorki przez kilkadziesiąt lat. Z tą torebką Dela razem z córką Halinką wyszły z getta. 
Równolegle z biografistyką i reportażem uprawia twórczość poetycką. Wydała siedem zbiorów poezji, z których najnowszy, zatytułowany Niesny, ukazał się zimą 2022 roku. Jej wiersze publikowano w przekładach na języki: angielski, francuski, hebrajski, hiszpański i rosyjski.
Współpracuje z „Zeszytami Literackimi”, „Tygodnikiem Powszechnym”, „Kresami”, „Odrą” i „Skarpą Warszawską”, współpracowała z paryską „Kulturą” i „Zeszytami Historycznymi”. Członek Stowarzyszenia Pisarzy Polskich, PEN-Clubu i ZAiKS-u. Stypendystka Uniwersytetu Columbia, Fundacji Fulbrighta, MacDowell, Ledig-Rowohlt, Fundacji Kościuszkowskiej, Instytutu Jad Waszem i American Jewish Archives. Laureatka Nagrody Polskiego PEN-Clubu im. Ksawerego Pruszyńskiego za wybitne osiągnięcia w dziedzinie reportażu i literatury faktu (1993). Honorowa Obywatelka Łęczycy i gminy Kadzidło. Wchodzi w skład Komitetu Wspierania Muzeum Historii Żydów Polskich Polin w Warszawie.

## Twórczość
- I znowu list, Oficyna Poetów, Warszawa 1990
- Wisnowska, Wydawnictwa Artystyczne i Filmowe, Warszawa 1990
- Rosjanie w Warszawie, Wydawnictwo Interim, Warszawa 1992
- opracowanie książki Wyznania gorszycielki. Pamiętniki Ireny Krzywickiej, Spółdzielnia Wydawnicza „Czytelnik”, Warszawa 1992
- Zamieszkałam w ucieczce, Kresy, Lublin 1993
- Kilka portretów z Polską w tle. Reportaże izraelskie, Wydawnictwo Marabut, Gdańsk 1993
- Singer. Pejzaże pamięci, Wydawnictwo Marabut, Gdańsk 1994
- Wygrać każdy dzień, Wydawnictwo Diana, Warszawa 1996 (biografia Hilarego Koprowskiego, twórcy szczepionki przeciwko wirusowi polio)
- Adresat nieznany, Wydawnictwo Diana, Warszawa 1997
- Długie życie gorszycielki. Losy i świat Ireny Krzywickiej, Wydawnictwo Iskry, Warszawa 1999, ISBN 83-207-1617-9.
- Gwiazdy i gwizdy. Z dziejów publiczności teatralnej 1795-1939, Wydawnictwo UMCS, Lublin 2002
- Maria Wisnowska. Jeśli mnie kochasz – zabij!, Wydawnictwo Książkowe Twój Styl, Warszawa 2003
- Miejsce przy oknie, Wydawnictwo Nowy Świat, Warszawa 2004
- Łęczyca, Wydawnictwo Diana, Warszawa 2001
- Rodzinna historia lęku, Wydawnictwo Literackie, Kraków 2005
- Ćwiczenia z utraty, Wydawnictwo Literackie, Kraków 2007
- Oskarżona: Wiera Gran, Wydawnictwo Literackie, Kraków 2010
- Tyrmandowie. Romans amerykański, Wydawnictwo MG, Warszawa 2012
- Wiera. Dramat w sześciu obrazach, „Dialog” 2013, nr 11 (wspólnie z Jerzy )
- Narzeczona Schulza, Wydawnictwo Literackie, Kraków 2015
- Jamnikarium, Wydawnictwo MG, Warszawa 2016, ISBN 978-83-7779-293-3.
- Bagaż osobisty. Po Marcu, Dom Spotkań z Historią Warszawa 2018
- Mama zawsze wraca, Wydawnictwo Dwie Siostry, Warszawa 2020; ISBN 978-83-8150-128-6, ilustracje Iwona Chmielewska
- Jutro nie mieści się w głowie. Dzienniki czasu pandemii, Warszawa 2021; Wydawnictwo Blue Bird
- Ćwiczenia z utraty, Wydawnictwo Marginesy Warszawa 2021, ISBN 978-83-66863-86-6.
- Żongler. Romain Gary, Wydawnictwo Literackie, Kraków 2022, ISBN 978-83-08-07578-4.
- Niesny, ISSA Books, Warszawa 2022
- Czarna torebka, Wydawnictwo Osnova, Warszawa 2023, ISBN 978-83-662-7536-2.

Wydania alfabetem Braille’a (Bibliothèque Braille Romande, Genewa):
- Oskarżona: Wiera Gran
- Rodzinna historia lęku
- Ćwiczenia z utraty

## Tłumaczenia na języki obce
Angielski
- Lost Landscapes: In Search of Isaac Bashevis Singer and the Jews of Poland (Singer. Pejzaże pamięci), tł. Madeline Levine. New York: William Morrow, 1998
- Vera Gran – The Accused (Oskarżona: Wiera Gran), tł. Charles Ruas. New York: Knopf. Random House, Inc., 2013
- Family History of Fear (Rodzinna Historia Lęku), tł. Charles Ruas. New York: Knopf. Random House, Inc., 2016

Czeski
- Krajiny pameti (Singer. Pejzaże pamięci), tł. Vlasta Dvorackova. H&H Vysehradska s.r.o., 2006

Francuski
- Les disciples de Schulz (Uczniowie Schulza), tł. M.Carlier, G.Erhard. Paris: Noir sur Blanc 2000
- Singer. Paysages de la memoire (Singer. Pejzaże pamięci), tł. Jean Yves Erhel. Paris: Noir sur Blanc 2002
- Une histoire familiale de la peur (Rodzinna historia lęku), tł. Jean-Yves Erhel. Paris: Éditions Grasset & Fasquelle 2006
- Exercices de la perte (Ćwiczenia z utraty), tł. Jean-Yves Erhel. Paris: Éditions Grasset & Fasquelle 2009
- L’Accusée: Wiera Gran (Oskarżona: Wiera Gran), tł. Isabelle Jannès-Kalinowski, Grasset & Fasquelle 2011
- La fiancée de Bruno Schulz (Narzeczona Schulza) tł., Isabelle Jannès-Kalinowski, Grasset & Fasquelle 2015
- Affaires personnelles  (Bagaż osobisty)  tł. Isabelle Jannès-Kalinowski, Éditions de l'antilope 2020
- Le jongleur, tł. Isabelle Jannes – Kalinowski, Les Editions Stock, Paryż 2023

Niemiecki
- Die Sängerin aus dem Ghetto (Oskarżona: Wiera Gran), Suhrkamp/Insel 2013

Grecki
- Oskarżona: Wiera Gran, tł. Thomas Skassis, Rachel Kapon 2011

Hiszpański
- La cantante del gueto de Varsovia. Wiera Gran, la acusada (Oskarżona: Wiera Gran), tł. Íñigo Sánchez Paños, Elena-Michelle Cano, Madrit: Alianza Literaria, 2011

Koreański
- Ćwiczenia z utraty, DD World, 2011
- Mama zawsze wraca 2022, Sakyejul Publishing Ltd.

Holenderski
- Vera Gran. De zangeres van het getto van Waschau (Oskarżona: Wiera Gran), tł. Liesbeth van Nes, De Bezige Bij, Amsterdam, 2011

Włoski
- Wiera Gran. L’accusata (Oskarżona: Wiera Gran), tł. Margherita Botto, Giulio Einaudi, 2012

Hebrajski
- Vera Gran (Oskarżona: Wiera Gran), tł. z j. francuskiego Arieh Uriel, Kinneret, 2012

Słoweński
- Obtozena (Oskarżona: Wiera Gran), tł. Tatjana Jamnik, Modrijan, 2015

Macedoński
- Obwinieta: Wjera Gran [Oskarżona: Wiera Gran], tł. Milica Mirkulowska, Skopje: Antolog, 2015
- Narzeczona Schulza, tł. Milica Mirkulowska, Skopje: Antolog, 2016

Ukraiński
- Narzeczona Schulza, tł. Wiera Meniok, Czerniowice: Wydawnictwo 21, 2018

## Adaptacje sceniczne
- Mama zawsze wraca, reż. Marek Kalita, Premiera w 79.rocznicę Wybuchu Powstania w getcie warszawskim, 19 kwietnia 2022 Muzeum Historii Żydów Polskich Polin,
- WIERA - prapremierowe czytanie performatywne, 29 stycznia 2024 roku o godz. 17:00 i 20:00 w Instytucie Teatralnym im. Zbigniewa Raszewskiego Reżyseria: Magdalena Łazarkiewicz, Obsada: Grażyna Barszczewska (Wiera), Eliza Rycembel (Ona), Autor plakatu: Andrzej Pągowski  Produkcja: Fundacja ADRESY, Organizator: Dzielnica Śródmieście m.st. Warszawy, Czytaniu towarzyszyło przesłanie #słowoktórezabija[13].

## Ordery i odznaczenia
- srebrny medal „Zasłużony Kulturze Gloria Artis” (2015)[14]
- Dama (w randze kawalera)  Orderu Sztuki i Literatury (Francja) (2022)[15]